# Campoplex pseudocollinus
Campoplex pseudocollinus là một loài tò vò trong họ Ichneumonidae.